# Manesseplatz

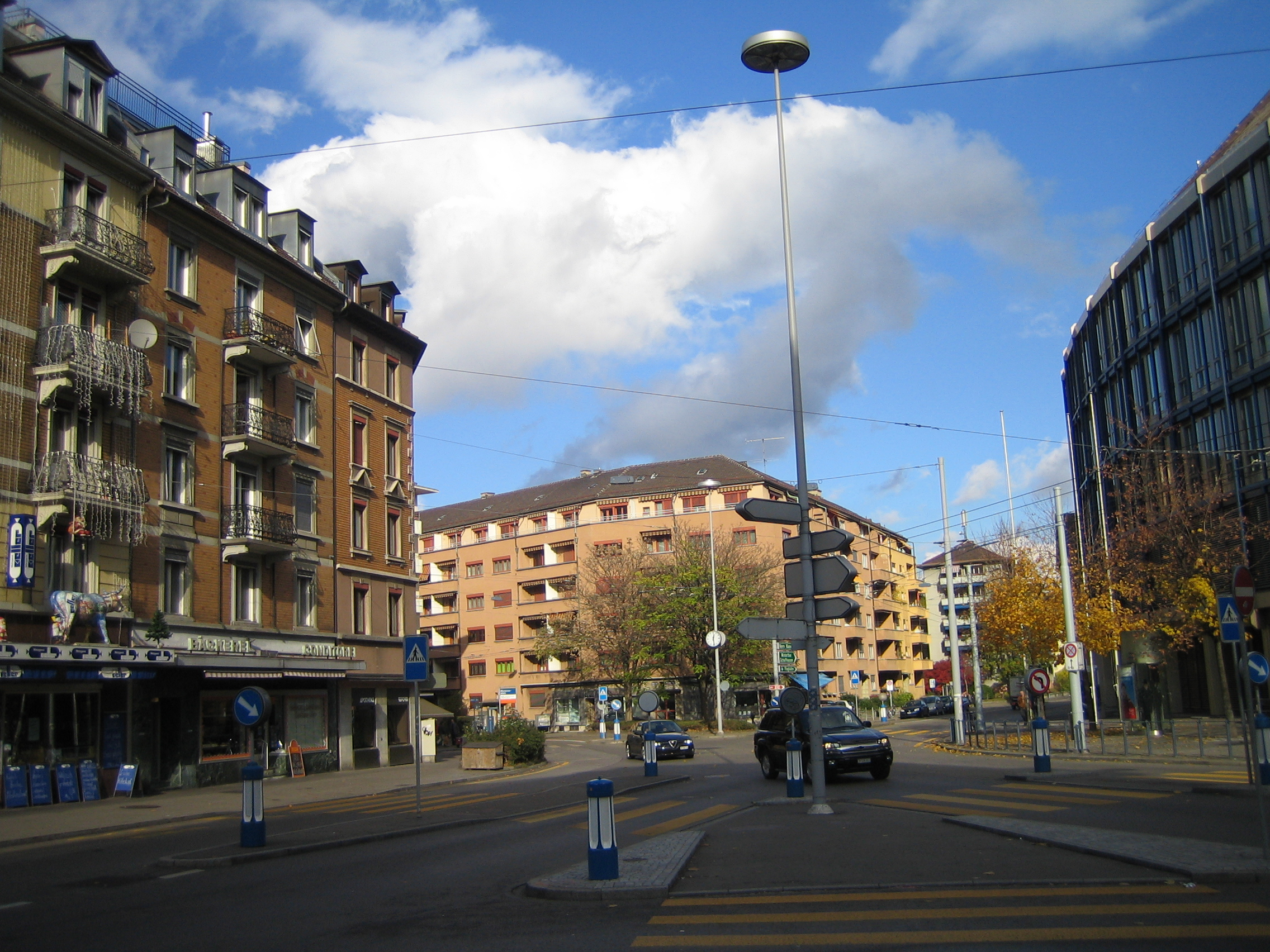
Blick von der Uetlibergstrasse (2006)

Der Manesseplatz befindet sich im Stadtkreis Wiedikon in Zürich im Kreis 3 nahe der Sihl zwischen dem Uetliberg und dem Zürichsee in der Schweiz.

## Lage und Verkehr
Fünf Strassen treffen sich am belebten, geschäftigen Platz: Die Manessestrasse, die Uetlibergstrasse und die Steinstrasse. Ebenso münden die Hopfenstrasse und die Malzstrasse ein. Letztere erinnern an die Brauerei am Uetliberg, die zu Beginn der 1920er Jahre mit der Brauerei Hürlimann zusammengelegt wurde. Die Firma unter diesem Namen wurde in der Nähe des Manesseplatzes betrieben; sie deckte in der Folge rund 60 % des Bierkonsums in Zürich. Der Ort ist demnach eng mit der Zürcher Brauereigeschichte verbunden.
In der Nähe fliesst die Sihl stadteinwärts, und die Autobahn A3 verlässt die Stadt Richtung Luzern und Chur. Der Manesseplatz und sein Umfeld erhielten seit 2007 durch das unweit gelegene Einkaufs-, Wellness- und Freizeitzentrum Sihlcity ein neues Gepräge.
An der Bushaltestelle Manesseplatz verkehren zwei Busse der Zürcher Verkehrsbetriebe, nämlich Bus 72 in Richtung Morgental und Tiefenbrunnen sowie Bus 76 in Richtung Binz Center und Bahnhof Wiedikon.
Über den nahen Bahnhof Giesshübel sind mit der S4 der Sihltal-Zürich-Uetliberg-Bahn (SZU) der Zürcher Hauptbahnhof, der Uetliberg sowie das ländliche Langnau-Gattikon schnell erreichbar.

## Geschichte

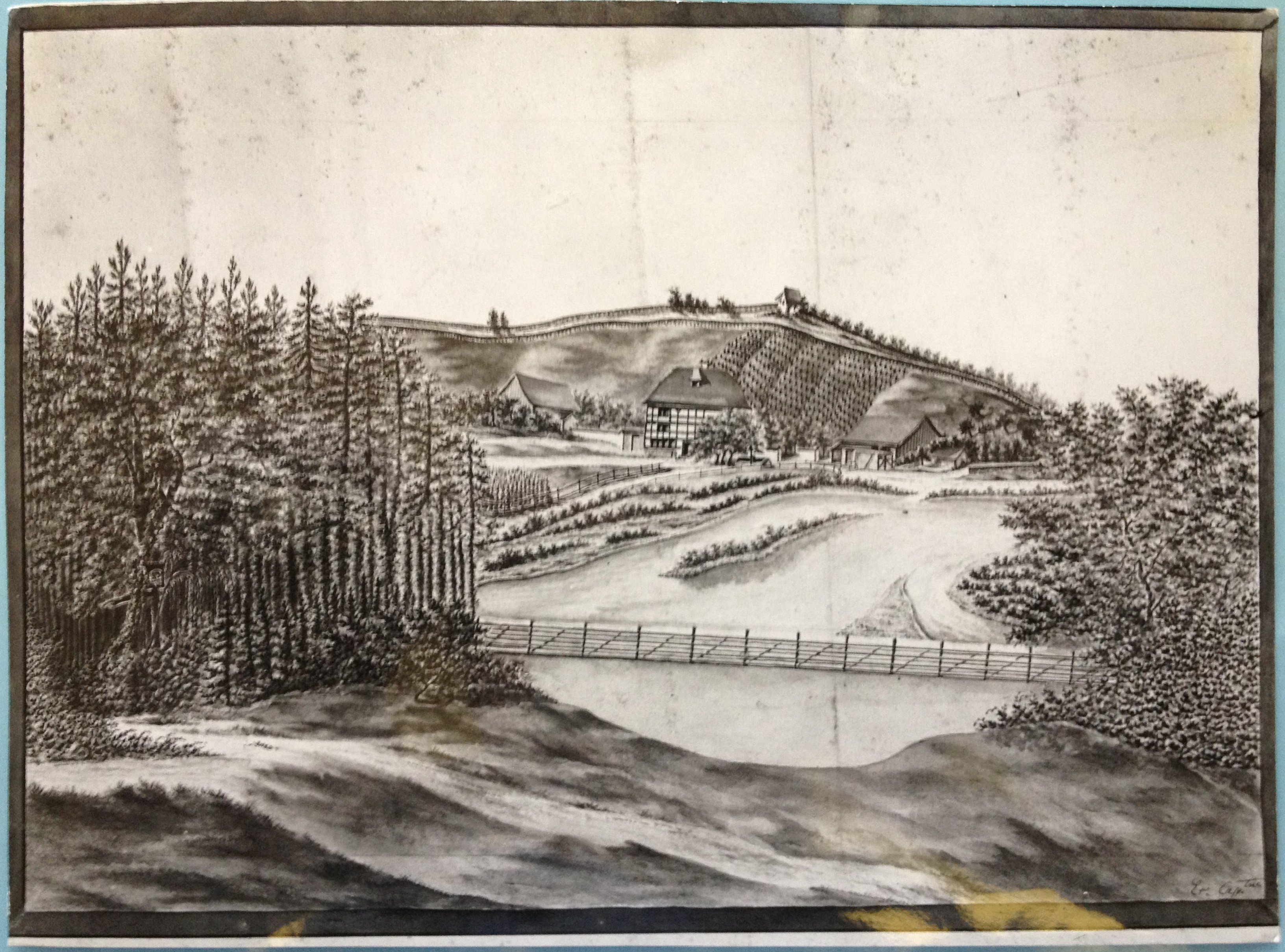
Haus Sonnenzeit mit Sihl und Rebhügeln – Zeichnung von Capitain Esslinger (1800)

Der heutige Manesseplatz hat sich über die Jahrhunderte hinweg auf dem Areal in der Nähe des zu früheren Zeiten freien Flusslaufes der Sihl entwickelt. Die einstige Au wurde zu Kulturland, und es entstanden Wiesen und Äcker mit vereinzelten Bäumen, sowie Rebhänge. Aus dem Jahr 1800 ist eine Zeichnung überliefert, welche als einziges grösseres Gebäude das «Haus Sonnenzeit» aufweist.

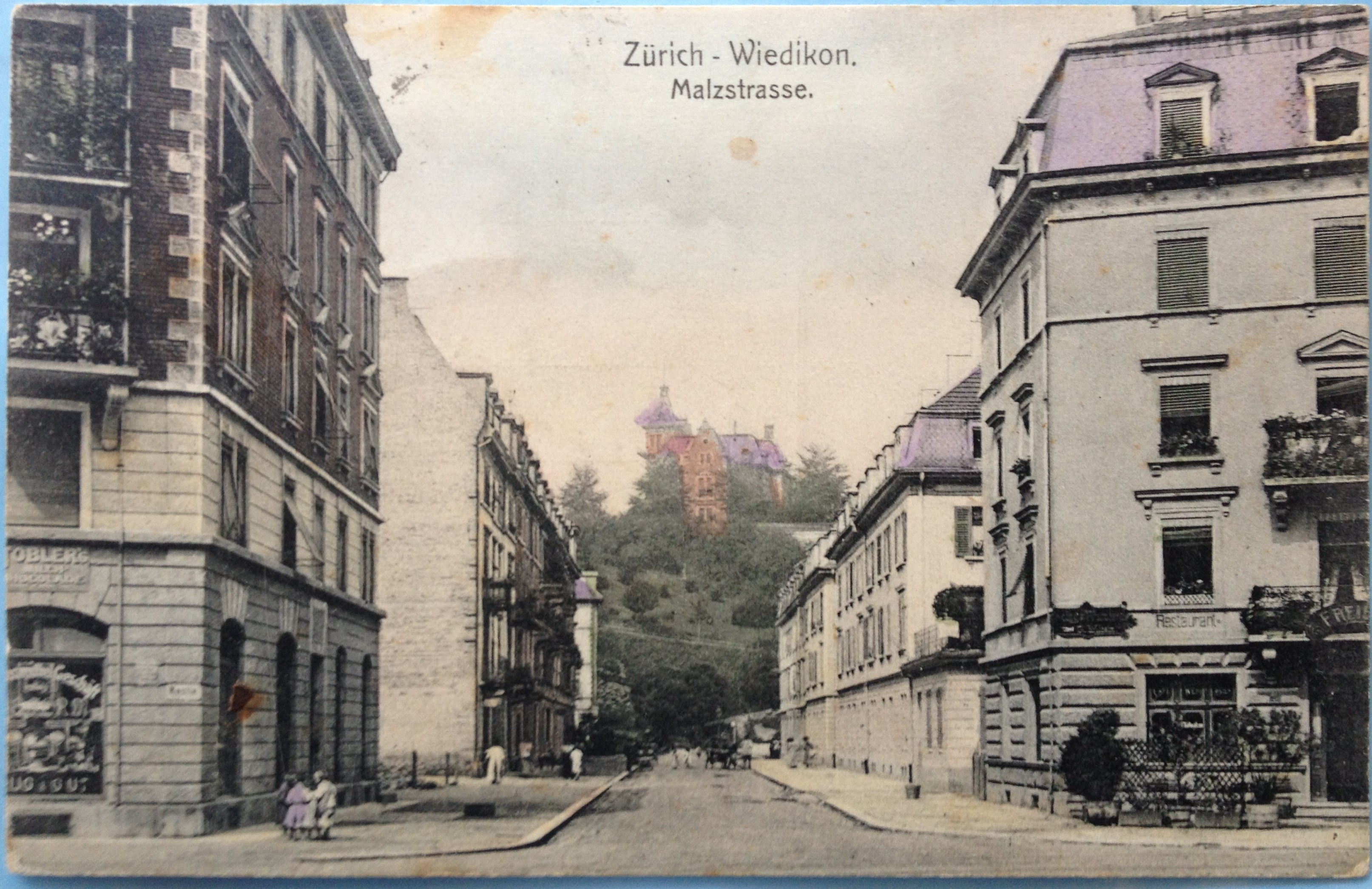
Die Malzstrasse am heutigen Manesseplatz im Jahr 1907 auf einer historischen Ansichtskarte

Das Dorf Wiedikon wurde 1893 wie viele andere Vororte in die Stadt Zürich eingemeindet. Die Sonnenzeit sollte nicht das einzige Haus auf dem Platz ausserhalb des früheren Dorfkernes bleiben: Es folgten Ziegeleien, Fuhrhaltereien, die Brauerei Uetliberg und in den Sechzigerjahren des 20. Jahrhunderts ein Schiessstand gegen die Rebhügel hin.

## Name
Die Kreuzung erhielt den Namen im Jahre 1935 zu Ehren des Ritters und Ratsherrn Rüdiger II. von Manesse (1252–1304). Dieser entstammte einer Zürcher Patrizierfamilie, welche ihre Blütezeit im 13. und 14. Jahrhundert erlebte. Er hatte sich zusammen mit seinem Sohn Johannes von Manesse als Förderer der Dichtkunst und des Liedgutes u. a. durch die Herausgabe des Codex Manesse, auch Manessische Liederhandschrift genannt, verdient gemacht.

## Charakter
Als Knotenpunkt mehrerer Strassen kann der Platz auf alle Seiten zu Fuss oder mit öffentlichen und privaten Verkehrsmitteln erreicht und verlassen werden. Auf kleinstem Raum sind hier die verschiedensten Gastronomiebetriebe, Läden, eine Apotheke und grossflächige Büroräume anzutreffen.
Wegen der Nähe der Synagogen und weil das Quartier seit Alters dem jüdischen Bevölkerungsteil eine Heimat bietet, ist der Platz beim Feiern von jüdischen Festen ein beliebter Besammlungs- und Ausgangspunkt.
Weil für alle Zufahrten der Rechtsvortritt gilt, ist der Platz Verkehrsteilnehmern als anspruchsvolle, gefährliche Kreuzung bekannt.